# Mohammed Abouzaid

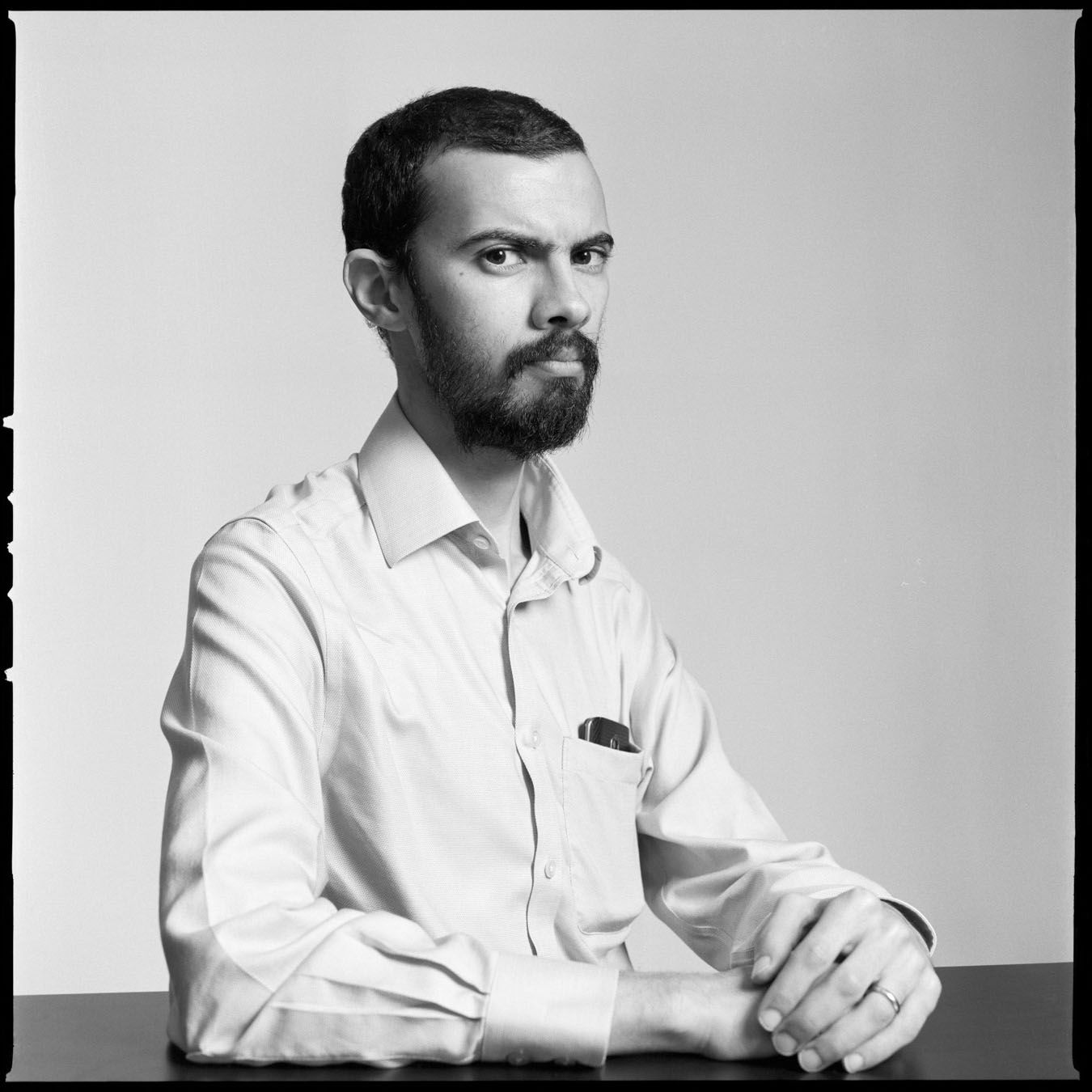
Mohammed Abouzaid

Mohammed Abouzaid (* 1981) ist ein marokkanisch-US-amerikanischer Mathematiker, der sich mit symplektischer Topologie und Verbindungen zur algebraischen Geometrie und Differentialtopologie befasst.
Abouzaid erhielt 2002 seinen Bachelor-Abschluss an der University of Richmond und 2004 seinen Master-Abschluss an der University of Chicago, an der er 2007 bei Paul Seidel promoviert. In seiner Dissertation wandte er Tropische Geometrie an für einen neuen Zugang zur Vermutung homologischer Spiegelsymmetrie für torische Varietäten. Als Post-Doktorand war er 2007 bis 2011 am Massachusetts Institute of Technology, an dem er 2011/12 Visiting Scholar war, und gleichzeitig 2007 bis 2012 Research Fellow am Clay Mathematics Institute. 2012 bis 2013 war er Visiting Associate Professor am Simons Center for Geometry and Physics. Er ist seit 2012 Associate Professor an der Columbia University.
Er befasst sich mit symplektischer Topologie. Symplektische Mannigfaltigkeiten haben keine lokalen Invarianten, aber globale Invarianten, die sich aus dem Studium pseudoholomorpher Kurven in der Mannigfaltigkeit ergeben. Abouzaid untersuchte in diesem Zusammenhang besonders die Fukaya-Kategorie, eine Kategorifizierung der Schnittzahl von Lagrange-Untermannigfaltigkeiten der Symplektischen Mannigfaltigkeit mit halber Dimension (nach Kenji Fukaya, siehe Floer-Homologie). Er untersuchte auch deren Anwendungen auf die Einbettung von Lagrange-Untermannigfaltigkeiten und Spiegelsymmetrie.
Mit Ivan Smith bewies er 2015 die Äquivalenz von Khovanov-Homologie (nach Mikhail Khovanov) mit einer Verschlingungsinvariante aus der symplektischen Geometrie, die Paul Seidel und Ivan Smith 2004 fanden.
2007 wurde er Clay Research Fellow. 2015 erhielt er mit anderen einen Simons Collaboration Grant für Forschung zur homologischen Spiegelsymmetrie. Für 2017 erhielt er den New Horizon Prize in Mathematics. 2014 war er Invited Speaker auf dem Internationalen Mathematikerkongress in Seoul (Family Floer cohomology and mirror symmetry). Er ist Fellow der American Mathematical Society.
Er hat die Staatsbürgerschaft von Marokko und den USA.

## Schriften
- mit Ivan Smith: Khovanov Homology from Floer cohomology, Arxiv, 2015
- mit P. Seidel: Altering symplectic manifolds by homologous recombination, Arxiv, 2010
- mit Denis Auroux, Ludmil Katzarkov: Lagrangian fibrations on blow ups of toric manifolds and mirror symmetry for hypersurfaces, Pub. Math. IHES, Band 123, 2016, S. 199–282,  Arxiv
- mit Denis Auroux, Alexander I. Efimov, Ludmil Katzarkov, Dmitri Orlov: Homological mirror symmetry for punctured spheres, J. AMS, Band 26, 2013, S. 1051–1083, Arxiv
- mit Ivan Smith: Exact Lagrangians in plumbings, Geometric and Functional Analysis, Band 22, 2012, S. 785–831, Arxiv
- Nearby Lagrangians with vanishing Maslov class are homotopy equivalent, Inventiones Mathematicae, Band 189, 2012,  S. 251–313,  Arxiv
- Framed bordism and Lagrangian embeddings of exotic spheres. Ann. of Math. (2) 175, 2012, no. 1, S. 71–185. Arxiv
- A cotangent fiber generates the Fukaya category, Advances in Mathematics, Band 228, 2011, S. 894–939, Arxiv
- A geometric criterion for generating the Fukaya category, Pub. Math. IHES, Band 112, 2010, S. 191–240, Arxiv
- mit P. Seidel: An open string analogue of Viterbo functoriality. Geom. Topol. 14 (2010), no. 2, 627–718.
- Morse Homology, Tropical Geometry, and Homological Mirror Symmetry for Toric Varieties, Selecta Math. (N.S.) 15, 2009, no. 2, S. 189–270, Arxiv
- Homogeneous coordinate rings and mirror symmetry for toric varieties, Geom. Topol., Band 10, 2006, 1097–1156, Arxiv
- Family Floer cohomology and mirror symmetry, ICM 2014, Arxiv